# (80022) 1999 JS
1999 جاي أس (ويعرف أيضًا باسم (80022) 1999 جاي أس وفق تسمية الكوكب الصغير) (بالإنجليزية: 1999 JS)‏ هو كويكب ضمن حزام الكويكبات؛ وترتيبه 80022 من حيث الاكتشاف.
اكتُشف هذا الجُرم الفلكي بواسطة برنامج شميدت للكويكبات في بكين في 4 مايو 1999.

## وصلات خارجية
- (80022) 1999 JS في قاعدة بيانات مختبر الدفع النفاث لأجرام النظام الشمسي الصغيرة

- الاكتشاف · مخطط المدار ·  العناصر المدارية · المعلمات المادية

- (80022) 1999 JS على موقع ويكي سكاي: DSS2, SDSS, GALEX, IRAS, Hydrogen α, X-Ray, Astrophoto, Sky Map, Articles and images